# María Esther López Palomera
María Esther López Palomera   (Madrid), més coneguda com Esther Palomera o Esther L. Palomera, és una periodista espanyola.

## Biografia
Llicenciada en Ciències de la Informació en Periodisme per la Facultat de Ciències de la Informació de la Universitat Complutense de Madrid, va començar la seva carrera professional a ABC el 1990 com a informadora política de la secció de Madrid fins que el 1994 va assumir la prefectura de la secció de Sanitat.
El 1998 va participar en la fundació del diari La Razón com a redactora en cap de la Secció de Madrid. El 1996 va ser guardonada amb el Premi Luis de Azúa de Periodisme sanitari. L'any 2000 va ser nomenada adjunta a la direcció d'aquest diari.
Cronista parlamentària de La Razón i encarregada de la informació parlamentària i del PSOE, va ser acomiadada del diari en abril de 2014, segons algunes fonts per ser crítica amb el Govern. El director del diari Francisco Marhuenda ho va justificar com «una qüestió organitzativa» mentre que el comitè d'empresa ho va considerar una purga política. Es va incorporar el maig del 2014 com a analista al mitjà digital El Huffington Post on es va estrenar amb un article titulat «¡Basta de silencios!».
El setembre de 2019 es va anunciar el seu nomenament com a adjunta al director a ElDiario.es.
El seu fill, Jorge Pastrano, és secretari general de les Joventuts Socialistes de Rivas-Vaciamadrid.
Entre altres activitats va passar el 2023 a ser tertuliana de La noche en 24 horas al Canal 24 horas.

## Trajectòria a televisió i ràdio
- 59 segundos (2004-2012) a La 1.
- Los desayunos de TVE (2008-2012; 2018-2020) a La 1.
- Al rojo vivo (2011-2014) a La Sexta.
- El programa de Ana Rosa (2011-presente) a Telecinco.
- El debate de La 1 (2012-2018) a La 1.
- El gran debate (2012-2013) a Telecinco.
- Las tardes de Cuatro (2012) a Cuatro.
- Un tiempo nuevo (2014-2015) a Telecinco y Cuatro.
- Las mañanas de Cuatro (2014-2018) a Cuatro.
- Ya es mediodía a Telecinco.
- Hoy por hoy a la Cadena SER (2014-2019).
- Hora 25 a la Cadena SER (2019-presente).
- La noche en 24 horas al Canal 24 horas.[11]